# Buslijn 322 (Amsterdam-Almere)
Buslijn 322 is een R-net-buslijn van Keolis Nederland die Almere Stad verbindt met station Amsterdam Amstel. De lijn werd op 11 december 2011 ingesteld als opvolger van lijn 152.

## Geschiedenis

### Lijn 152 I
De lijn werd op 31 mei 1981 ingesteld door de op die dag met de streekvervoerder Flevodienst gefuseerde VAD kort nadat de eerste bewoners van Almere Stad de sleutel kregen. De lijn reed van Almere Stad over de al gereed zijnde vrije busbaan naar de Hollandse Brug waar kon worden overgestapt voor Almere Haven en verder over de snelweg naar Diemen waar nog over de Hartveldseweg werd gereden. Via de Middenweg werd naar het Amstelstation gereden. Naargelang de bebouwing in Almere Stad toe nam werd de lijn verder doorgetrokken en kreeg de lijn in 1983 zijn eindpunt in Waterwijk Oost en steeg de frequentie en in 1985 volgde verlenging naar Almere Buiten.
Doordat de VAD door de komst van de Flevospoorlijn geen nieuw materieel en personeel wilde aannemen, omdat men dan later weer zou moeten inkrimpen, boden collega vervoerbedrijven de helpende hand. Zo deden onder meer GVB bussen en chauffeurs dienst op volgwagens van lijn 152.
Bij de ingebruikname van de Flevospoorlijn tot Almere op 31 mei 1987 werd lijn 152 opgeheven. De passagiers uit Almere Stad dienden voortaan voor Amsterdam met de stadsbus eerst naar het station Almere Centraal te reizen en daar op de trein over te stappen.

### Lijn 152 II

#### Lijn 261
Nadat in 1991 Almere Haven weer een rechtstreekse busverbinding met het Amstelstation kreeg en dat een groot succes werd omdat de reizigers voortaan korter onderweg waren, besloot Connexxion, de opvolger van VAD en Midnet, ook weer een rechtstreekse busverbinding tussen Almere Stad en het Amstelstation in te voeren. Dit gaf vooral bewoners van de verder van de spoorwegstations gelegen woonwijken meer mogelijkheden en vooral een alternatief voor de vaak volle treinen. De lijn werd als spitslijn 261 daarmee opnieuw ingesteld nu tussen station Parkwijk via een ontsluitende route door Almere Stad naar busstation 't Oor en vandaar verder via de oorspronkelijke route van de eerdere lijn 152 maar dan wel achter Diemen langs via de verlegde Rijksweg 1.

#### Lijn 152
In 2001 werd de lijn omgezet in een volwaardige lijn 152 en reed op alle dagen en uren van de week.

### Lijn 322
Op 11 december 2011 werd lijn 152 vernummerd in lijn 322 en werd het een R-net lijn. Door een overstap bij de Diemerknoop op R-net lijn 328 of GVB lijn 66 kon ook snel Amsterdam-Zuidoost worden bereikt en werd het drukke treinverkeer ontlast. Op 10 december 2017 werd de lijn overgenomen door Keolis Nederland. Op 11 december 2022 werd de lijn buiten de spitsuren ingekort vanuit Almere tot P&R Muiden. 

#### Versterkingslijnen

##### Lijn 323
Van 10 december 2017 tot en met 10 december 2022 reed er in de brede spits een lijn 323 die vanaf station Parkwijk dezelfde route reed als lijn 322 maar vanaf de Diemerknoop via de route van lijn 328 naar station Bijlmer ArenA reed.

##### Lijn 324
Van 10 december 2017 tot en met 8 december 2018 reden in de ochtendspits twee ritten als lijn 324 vanaf station Parkwijk dezelfde route als lijn 322 maar vanaf busstation 't Oor via de route van lijn 328 naar station Bijlmer ArenA reed.